# Чепалова, Юлия Анатольевна
Ю́лия Анато́льевна Чепа́лова (род. 23 декабря 1976, Комсомольск-на-Амуре, Хабаровский край) — российская лыжница, чемпион Олимпийских игр 1998, 2002 и 2006. Победитель Кубка мира 2000/01.
Стала самой юной лыжницей в мире, которая смогла завоевать золотую медаль в личной гонке на Олимпийских играх, на тот момент ей был 21 год (1998 год, 30 км свободным стилем). Является первой в истории лыжных гонок и единственной в России олимпийской чемпионкой в личном спринте (2002 год 1,5 км свободным стилем).
Тренер — Анатолий Чепалов (отец). Чепаловы имеют эвенкийские корни.
Окончила Хабаровский институт физической культуры. Выступала за спортивный клуб Динамо (Москва). Подполковник ФСБ России в отставке, общественный деятель, президент общественной организации «Федерация лыжных гонок Хабаровского края», председатель Попечительского совета Дирекции Федерации бокса России в Дальневосточном федеральном округе, председатель Попечительских советов Дальневосточной и Хабаровской краевой федераций спортивной борьбы, основательница спортивного благотворительного проекта «Ю-Спорт», направленного на развитие детского и юношеского спорта.
Стала единственным спортсменом из представителей всех зимних видов спорта, который в составе сборной Российской Федерации выиграл золотые медали на трёх разных зимних олимпийских играх (1998, 2002, 2006), таковым является и до настоящего времени.
В 2024 году совместно с командой благотворительного проекта «Ю-Спорт» был запущен официальный сайт фонда.

## Спортивные достижения во взрослом возрасте
- Трёхкратная олимпийская чемпионка: 1998 — на дистанции 30 км свободным стилем; 2002 — в спринте свободным стилем; 2006 — в эстафете 4x5 км
- Двукратная чемпионка мира: в (2001 — в эстафете 4х5 км, и в 2005 — дуатлоне)
- Cеребряный призёр Олимпийских игр 2006 года в гонке на 30 км свободным стилем
- Cеребряный призёр Олимпийских игр 2002 года в гонке на 10 км классическим стилем
- Бронзовый призёр Олимпийских игр 2002 года в гонке на 15 км свободным стилем
- Обладательница Кубка мира 2001 года.

## Семья
Первый муж (в 2000—2006 гг.) лыжник Дмитрий Ляшенко.
Второй муж — лыжник Василий Рочев.
Дети: Олеся (род. 2003), Васелина (род. 2007), Василий (род. 2012), Павел (род. 2015), Алексей (род. 2018).

## Чепалова и допинг
Приняла решение об окончании спортивной карьеры сразу же после появления в прессе информации о применении ею допинга (эритропоэтина) на январском Тур-де-Ски, о чём сообщил её отец и тренер Анатолий Чепалов 25 августа 2009 года.
26 ноября 2009 года обратилась с открытым письмом к президенту МОК Жаку Рогге с жёсткой критикой в адрес WADA — Международного антидопингового агентства.

…Примеров сломанных спортивных карьер и фактического запрета на профессию в результате бесправных действий ВАДА множество, и имена пострадавших спортсменов всем известны.
Мой личный пример, ко всему прочему, является иллюстрацией распространения влияния ВАДА на национальные спортивные федерации. Не проверив заявления ВАДА, не желая разобраться в ситуации, Федерация лыжных гонок России предпочла отречься от меня сразу же после первых неподтвержденных ничем заявлений чиновников. Федерация в нарушении регламента МОК отказалась представлять мои интересы перед Международной федерацией лыжных гонок.

Уважаемый господин Рогге, прошу Вас взять под личный контроль сложившуюся ситуацию вокруг деятельности ВАДА и дать мне право защитить мое доброе имя…
18 декабря 2009 года Юлия Чепалова подвергла жёсткой критике президента Олимпийского комитета России Леонида Тягачёва и президента Федерации лыжных гонок России Владимира Логинова за то, что те, по её мнению, делают всё возможное для того, чтобы избежать необходимости защищать спортсменов, чья вина не доказана:

…В комментариях наших чиновников от спорта ничего нового я не услышала: невнятные слова Тягачёва, ещё более оторванные от здравого смысла заявления Логинова направлены на одно: не взять на себя ответственности за защиту спортсмена, чья вина не доказана…

### Дисквалификация
В декабре 2009 года Международная федерация лыжного спорта (FIS) дисквалифицировала Юлию Чепалову на два года за применение допинга. Срок дисквалификации начал отсчитываться с 12 августа 2009 года. Чепалова уличена в применении запрещенного рекомбинантного эритропоэтина (rEPO). Положительный результат дала допинг-проба, взятая у лыжницы в январе 2009 года.

## Кубок мира (сезон 2000/01)
| Общий зачёт \| Место \| Спортсмен \| Очки \| \| ----- \| ------------------ \| ---- \| \| 1 \| Юлия Чепалова \| 1106 \| \| 2 \| Бенте Скари \| 990 \| \| 3 \| Лариса Лазутина \| 893 \| \| 4 \| Стефания Бельмондо \| 785 \| \| 5 \| Ольга Завьялова \| 529 \| |                    |      |
| Место | Спортсмен          | Очки |
| 1 | Юлия Чепалова      | 1106 |
| 2 | Бенте Скари        | 990  |
| 3 | Лариса Лазутина    | 893  |
| 4 | Стефания Бельмондо | 785  |
| 5 | Ольга Завьялова    | 529  |

## Результаты на Кубке мира
| Сезон     | Генеральный зачет | Генеральный зачет | Дистанционные виды | Дистанционные виды        | Спринт | Спринт |
| Сезон     | Очки              | Место             | Очки               | Место                     | Очки   | Место  |
| --------- | ----------------- | ----------------- | ------------------ | ------------------------- | ------ | ------ |
| 1995/96   | 235               | 14.               | -                  | -                         | -      | -      |
| 1996/97   | 183               | 17.               | 75                 | 13.                       | 108    | 16.    |
| 1997/98   | 314               | 10.               | 123                | 8.                        | 191    | 11.    |
| 1998/99   | 363               | 11.               | 200                | 7.                        | 163    | 16.    |
| 1999/2000 | 712               | 7.                | 107 511            | 12. 4.(средние дистанции) | 94     | 17.    |
| 2000/01   | 1106              | 1.                | -                  | -                         | 256    | 4.     |
| 2001/02   | 612               | 5.                | -                  | -                         | 95     | 20.    |
| 2002/03   | -                 | -                 | -                  | -                         | -      | -      |
| 2003/04   | 460               | 12.               | 460                | 10.                       | -      | -      |
| 2004/05   | 530               | 7.                | 521                | 4.                        | 9      | 62.    |
| 2005/06   | 780               | 3.                | 750                | 1.                        | 30     | 40.    |
| 2006/07   | -                 | -                 | -                  | -                         | -      | -      |
| 2007/08   | 9                 | 83.               | 9                  | 55.                       | -      | -      |
| 2008/09   | 22                | 76.               | 22                 | 49.                       | -      | -      |

## Награды и звания
- Заслуженный мастер спорта России (1998)
- Орден Почёта (21 июля 1998 года) — за выдающиеся достижения в спорте, мужество и героизм, проявленные на XVIII зимних Олимпийских играх 1998 года[9]
- Почётный гражданин города Комсомольска-на-Амуре (2002)[10].
- Орден «За заслуги перед Отечеством» III степени (25 марта 2008 года) — за большой вклад в развитие физической культуры и спорта, высокие спортивные достижения на Олимпийских играх 2006 года в Турине.
- Орден «За заслуги перед Отечеством» IV степени (5 мая 2003 года) — за большой вклад в развитие физической культуры и спорта, высокие спортивные достижения на Олимпийских играх 2002 года в Солт-Лейк-Сити[11].